# Bent Schmidt Hansen (fodboldspiller)
 Der er flere personer med dette navn, se Bent Schmidt Hansen.
Bent Schmidt Hansen (27. november 1946 i Horsens - 1. juli 2013 i Horsens) var en dansk fodboldspiller. Han nåede otte kampe på A-landsholdet og fem kampe på ungdomslandsholdet.
Bent Schmidt Hansen fik sin fodboldopdragelse i Horsens fS og kom tidligt på divisionsholdet, hvor han nåede 140 divisionskampe og lavede 23 mål. Han var med til at sikre klubbens oprykningen til 1. division i 1966.
Efter et halvt år i den bedste danske fodboldrække blev han solgt til PSV Eindhoven, hvor han spillede med danskerne; Ole Sørensen, Kresten Bjerre og Henning Munk Jensen Bent Schmidt Hansen spillede i den hollandske klub fra 1967 til 1975 og var med til at tabe i den hollandske pokalfinale i 1969 og 1970 inden han i sin tredje finale pokalfinal i 1974 vandt med 6-0 over NAC Breda. I 1975 blev han hollandsk mester. Derefter rejste han hjem til Horsens og spillede sin sidste kamp den 1. oktober 1978, tre dage før Horsens fS blev den første divisionsklub, som gik konkurs.